# Elecciones presidenciales de Argentina de 1937
Las elecciones presidenciales de Argentina de 1937 se llevaron a cabo para designar al presidente de la República Argentina que debía suceder a Agustín P. Justo. Fue declarado ganador Roberto M. Ortiz, de la Unión Cívica Radical Antipersonalista, integrante de  la coalición Concordancia, quien superó al también radical y expresidente Marcelo T. de Alvear, de la Unión Cívica Radical. Las elecciones estuvieron afectadas por un fraude electoral masivo, defendido por sus autores como «fraude patriótico». Fue una de las cuatro elecciones presidenciales en la que los dos principales candidatos fueron radicales. Formó parte del período conocido como la Década Infame. El presidente Ortiz moriría sin haber terminado su mandato, dejando en el cargo a Ramón Castillo, del Partido Demócrata Nacional (conservador), quién tampoco completó su mandato ya que fue derrocado en 1943, por un nuevo golpe de Estado.
En las elecciones de 1937 no se reconocía aún el derecho a votar y ser votadas de las mujeres, ni de los habitantes de los diez territorios nacionales entonces existentes. La elección del presidente y vicepresidente, por mandato de la Constitución de 1853 debía realizarse en forma indirecta y por separado, delegando la elección final de cada uno, en colegios electorales provinciales (catorce provincias y la Capital Federal) integrados por representantes elegidos en la elección primaria, por el sistema de lista completa, correspondiendo la totalidad de los cargos a la lista ganadora.

## Antecedentes

### Gobierno de Justo
Las elecciones de 1931 (boicoteadas por la Unión Cívica Radical) fueron un precedente de lo que serían las de 1937, convocadas para reemplazar al Presidente Agustín Pedro Justo. Justo había gobernado como un déspota ilustrado, subordinando la política nacional a los intereses comerciales arraigados y alentando el fraude electoral sistemático en las elecciones legislativas y provinciales de 1934, al tiempo que promovía un gasto récord en obras públicas. Su administración inició las primeras carreteras interurbanas pavimentadas de la nación, la masiva Avenida Nueve de Julio de Buenos Aires y la Facultad de Medicina de la Universidad de Buenos Aires, entre otras obras. A pesar de que el país se recuperó de la Gran Depresión, el sistema cada vez más industrializado aumentó el poder de la Concordancia, que comenzaba a emular al Partido Autonomista Nacional, desbancado del poder en 1916.

### Fin del boicot de la UCR
Tras el golpe de Estado, la Unión Cívica Radical (partido gobernante antes del golpe y quien había derrotado al PAN en 1916) eligió como líder a Marcelo Torcuato de Alvear, expresidente y antiguo rival de Hipólito Yrigoyen. Alvear era respetado por el gobierno en gran medida por su oposición al personalismo yrigoyenista (la Unión Cívica Radical Antipersonalista, una facción disidente de la UCR y miembro de la Concordancia, afirmaba que Yrigoyen había construido un culto a la personalidad en torno a su persona). También era muy reconocido por haber decidido boicotear la elección de 1931, alegando las profundas irregularidades. En 1935, se iniciaron las negociaciones entre el presidente Justo y Alvear, a quien se le permitió regresar de su exilio en Francia. Las aparentes promesas de Justo de hacer concesiones llevaron a que Alvear anunciara el levantamiento del boicot electoral de la UCR después de varios años. En las elecciones legislativas, la UCR aumentó su número de diputados, a pesar de que el fraude orquestado por el régimen era notorio. Sin embargo, el Senado continuó dominado por los conservadores.
En 3 de noviembre de 1935, la UCR triunfó en Tucumán en unos comicios considerados limpios, pese a algunas irregularidades que fueron reconocidas por el Tribunal Electoral, llevando a Miguel Mario Campero a la gobernación de la provincia. Se dieron triunfos opositores similares en Santa Fe, Entre Ríos y la Ciudad de Buenos Aires. A pesar del progreso, el régimen reaccionó rápidamente al crecimiento de la oposición. Meses después, el 4 de octubre de 1935, el gobierno intervino Santa Fe, deponiendo a Luciano Molinas, del opositor Partido Demócrata Progresista. Se realizaron nuevas elecciones meses más tarde, con presidentes de mesa adeptos al régimen y boletas adulteradas por correo.
El radicalismo se vio privado de un fuerte aliado potencial cuando el líder del Partido Demócrata Progresista (PDP), Lisandro de la Torre, renunció a su banca de senador en protesta por su incapacidad para frustrar el clima prevaleciente de corrupción e impunidad. El intento de asesinato del senador De la Torre (que culminó con la muerte del senador electo Enzo Bordabehere) más la deposición de Molinas en Santa Fe, no eran más que un preámbulo de las elecciones presidenciales venideras.

## Candidaturas

### Concordancia
| Concordancia |                                   |
| |                                   |
| Roberto M. Ortiz | Ramón S. Castillo                 |
| para presidente | para vicepresidente               |
| {{{descripción}}} | {{{descripción}}}                 |
| Ministro de Hacienda (1936-1937) | Ministro del Interior (1936-1937) |
| Partidos en la alianza: - Partido Demócrata Nacional - Unión Cívica Radical Antipersonalista - Partido Socialista Independiente - Pacto Autonomista - Liberal |                                   |

La oficialista Concordancia, establecida para respaldar la candidatura de Agustín Pedro Justo en 1931, llegó a las elecciones con varios problemas por las sucesivas victorias provinciales del radicalismo y la inminente candidatura de Alvear, un potente adversario electoral, a la presidencia. La lucha por la sucesión de Ortiz se desató dentro de las filas de la alianza gobernante a principios de 1937. Los tres principales precandidatos eran, por lejos, el radical antipersonalista Roberto Marcelino Ortiz, abogado de uno de los mayores ferrocarriles del país; el demócrata nacional Robustiano Patrón Costas, exgobernador de la provincia de Salta; y Leopoldo Melo, también radical antipersonalista, que ya había sido candidato del Frente Único entre conservadores y radicales antipersonalistas (predecesor de la Concordancia) en 1928, y que había tenido una destacada carrera ministerial durante el gobierno de Justo. Los intereses comerciales británicos, incluso antes de que los partidos de la Concordancia se reunieran en mayo de 1937 para determinar la candidatura, eran la voz más influyente del gobierno de Justo desde el Pacto Roca-Runciman de 1933, y estos ejercieron presión a favor del pragmático Ortiz, en contra de otras figuras más conservadoras.
Para un mes antes de la reunión de la Concordancia, se había descartado ya toda duda de que Ortiz sería candidato, tal y como lo confirmó el senador Juan Ramón Vidal en una entrevista con el periódico santafesino El Orden el 13 de abril de 1937. Al preguntársele si era posible un cisma dentro de la alianza oficialista ante la candidatura de una figura tan controvertida y menos conservadora de lo habitual como Ortiz, Vidal respondió que la candidatura no se enfrentaría a ninguna oposición, y negó los rumores de que Melo sería candidato. Sin embargo, aclaró que todavía no estaba definido quien sería el candidato a vicepresidente, pero asumió que sería del Partido Demócrata Nacional y que esto se definiría en la convención en mayo. Sin embargo, durante el mes siguiente, la presión para reemplazar a Ortiz por Patrón Costas de parte de varios demócratas nacionales fue evidente, hasta que finalmente el propio Patrón Costas desistió de su precandidatura y solicitó que la puja por su instalación en la fórmula presidencial se detuviera. Otra figura destacada que fue considerada para la candidatura fue el ministro de Agricultura y Ganadería, Miguel Ángel Cárcano, que también desistió.
La candidatura de Ortiz, sin embargo, continuó siendo polémica en los círculos conservadores. Sus consideraciones sobre la necesidad de restaurar, de manera progresiva, la pureza electoral en los comicios nacionales, desató críticas de parte del sector más duro de la Concordancia. El talentoso abogado apaciguó las tensiones en la convención de la Concordancia eligiendo como compañero de fórmula al legislador ultraconservador Ramón Castillo. Si bien este gesto pretendía ser simbólico, lo cierto es que más adelante influiría mucho, puesto que Ortiz padecía de diabetes tipo 2 avanzada, y su plan de gobierno favorable a la democracia caería al asumir Castillo la presidencia tras su muerte.

### Unión Cívica Radical
| | |
| Marcelo T. de Alvear | Enrique Mosca |
| para presidente | para vicepresidente |
| | {{{descripción}}} |
| Presidente de la Nación Argentina (1922-1928) | Diputado Nacional por Santa Fe (1918-1920 y 1928-1930) Interventor Federal de la provincia de Mendoza (1924-1926) Gobernador de Santa Fe (1920-1924) |
| Apoyados por los siguientes partidos: - Unión Cívica Radical - Partido Comunista - Partido Demócrata Progresista - Concentración Obrera - Partido Socialista Obrero | |

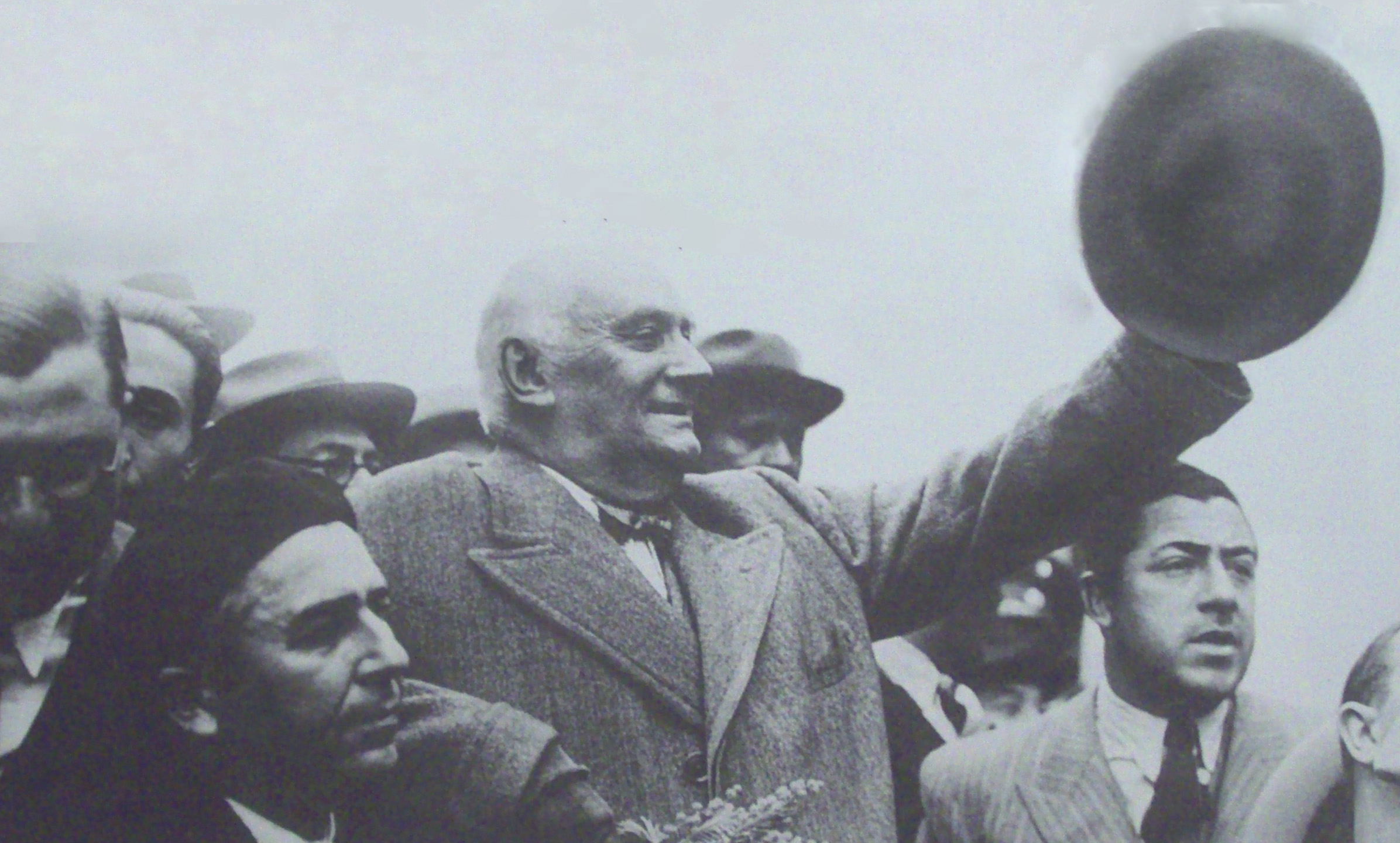
Alvear durante un multitudinario acto proselitista de la UCR. Al ser elegido presidente en 1922, el expresidente no había hecho ninguna campaña.

Las negociaciones entre Alvear y el gobierno de Justo para poner fin al régimen del fraude patriótico hicieron que su liderazgo, así como el de la corriente unionista del partido, fuese cuestionado por jóvenes radicales progresistas, agrupados en la Fuerza de Orientación Radical de la Joven Argentina (FORJA). Esta agrupación, integrada entre otros por el futuro presidente Arturo Frondizi y liderado por Arturo Jauretche, se oponía a Alvear, considerando que su conducción era colaboracionista y no hacía otra cosa que legitimar el régimen fraudulento presentándose a las elecciones. El 28 de mayo de 1937, se realizó la votación del binomio presidencial de cara a las siguientes elecciones en el Teatro Coliseo, Buenos Aires. A pesar de las divisiones internas y la creciente oposición en su contra, Alvear no enfrentó prácticamente ninguna competencia y ganó la nominación presidencial del partido por unanimidad.
Los precandidatos a la vicepresidencia fueron Enrique Mosca, Eduardo Laurencena, Honorio Pueyrredon y Adolfo Güemes. Oponente vocal del golpe de Estado de 1930 a pesar de sus diferencias con el expresidente Yrigoyen, Mosca pasó los tres años y medio siguientes en la conocida prisión de Ushuaia (ahora un museo). En contraste, Laurencena había respaldado al gobierno de facto de José Félix Uriburu y su apoyo, de hecho, fue lo que motivó al régimen militar a no intervenir Entre Ríos, provincia de la que era gobernador al momento del golpe. No obstante, se distanció finalmente del régimen militar y el posterior gobierno de Justo por la celebración de elecciones fraudulentas y se apartó del sector antipersonalista del radicalismo. Pueyrredon fue candidato a gobernador de Buenos Aires en las últimas elecciones limpias de la provincia, siendo el candidato más votado y desatando la anulación de los comicios y la imposición del fraude. Güemes, exgobernador de Salta, ya había sido proclamado candidato a vicepresidente en 1931, pero la negativa del régimen militar a que Alvear presentase su candidatura desató el boicot radical y canceló su nominación. El resultado final de la interna partidaria estableció que Mosca ganara la nominación vicepresidencial con 145 votos contra 24 de Laurencena, 8 de Pueyrredon y 4 de Güemes.
Convencidos gran parte de los grupos opositores de que el radicalismo era la única fuerza capaz de derrotar al oficialismo, varios partidos políticos declararon apoyo abierto a la fórmula Alvear-Mosca. El Partido Demócrata Progresista, liderado por Lisandro de la Torre, e incluso dos fuerzas de carácter marxista-leninista, la Concentración Obrera y el Partido Comunista Argentino. El Partido Socialista enfrentó una fuerte división interna entre unirse a una amplia coalición opositora con el radicalismo como líder o presentar sus propias candidaturas. Finalmente, luego de que la dirigencia partidaria decidiera competir por separado, los grupos socialistas favorables a una alianza opositora fundaron el Partido Socialista Obrero y apoyaron a Alvear.

### Partido Socialista
|                                                |                                           |
| Nicolás Repetto                                | Arturo Orgaz                              |
| para presidente                                | para vicepresidente                       |
| {{{descripción}}}                              | {{{descripción}}}                         |
| Diputado Nacional por Buenos Aires (1913-1934) | Senador Provincial de Córdoba (1932-1936) |

El Partido Socialista había concurrido a las anteriores elecciones junto al Partido Demócrata Progresista en la llamada Alianza Civil, que logró el segundo lugar contra Justo ante la abstención del radicalismo con Lisandro de la Torre como candidato presidencial y el socialista Nicolás Repetto como compañero de fórmula. Sin embargo, el crecimiento socialista se debilitó luego de que la UCR levantara el boicot electoral y volviera a monopolizar el escenario opositor. La negativa del PS a cooperar con el radicalismo para formar un frente opositor unificado solo incrementó la merma del partido. Finalmente, el 25 de julio de 1937, el PS proclamó la candidatura de Repetto a la presidencia, con Arturo Orgaz como compañero de fórmula.

## Resultados
A pesar de los acuerdos entre Justo y Alvear, el 5 de septiembre, al realizarse la votación, no hubo demasiados cambios. En medio de amplios reportes de intimidación, relleno de boletas electorales y manipulación de los votantes, Ortiz obtuvo una cómoda victoria con el 55% de los votos. Un observador durante estos comicios declaró que "la democracia se ha extendido al más allá", siendo esto una referencia a la gran cantidad de personas fallecidas que figuraban como votantes. En las provincias todavía gobernadas por el radicalismo (Córdoba, Tucumán) o donde el gobierno permitió la participación de fiscales de mesa opositores, (La Rioja, Capital Federal) la elección fue considerada libre y en estos cuatro lugares triunfó ampliamente la fórmula Alvear-Mosca. El Gobernador de la Provincia de Buenos Aires, Manuel Fresco, quien era uno de los más beneficiados del fraude patriótico, definió a las elecciones de 1937 como "una de las más sucias de la historia argentina". En 1940, por presión de los conservadores y poco antes de pedir licencia por enfermedad, Ortiz intervendría la provincia, expulsando a Fresco.
|  | 31,10 % |

|  | 12,88 % |

|  | 6,36 % |

|  | 3,00 % |

|  | 1,71 % |

|  | 0,72 % |

|  | 55,77 % |

|  | 41,39 % |

|  | 2,59 % |

|  | 0,13 % |

|  | 0,12 % |

|  | 0,00 % |

|  | 96,68 % |

|  | 2,56 % |

|  | 0,76 % |

|  | 100 % |

|  | 76,17 % |

### Resultados por distrito
|                     |     | Ortiz/Castillo (Concordancia) | Ortiz/Castillo (Concordancia) | Ortiz/Castillo (Concordancia) | Alvear/Mosca (UCR) | Alvear/Mosca (UCR) | Alvear/Mosca (UCR) | Repetto/Orgaz (PS) | Repetto/Orgaz (PS) | Otros partidos | Otros partidos | Blancos/Dif. | Blancos/Dif. | Participación | Participación | Registrados | Ref.          |
| Provincia           | El. | Votos                         | %                             | El.                           | Votos              | %                  | El.                | Votos              | %                  | Votos          | %              | Votos        | %            | Votos         | %             | Registrados | Ref.          |
| ------------------- | --- | ----------------------------- | ----------------------------- | ----------------------------- | ------------------ | ------------------ | ------------------ | ------------------ | ------------------ | -------------- | -------------- | ------------ | ------------ | ------------- | ------------- | ----------- | ------------- |
| Buenos Aires        | 88  | 394.478                       | 76,15                         | 88                            | 115.558            | 22,31              | —                  | 7.968              | 1,54               | —              | —              | 10.058       | 1,90         | 528.062       | 68,95         | 765.915     | [ 21 ] [ 22 ] |
| Capital Federal     | 68  | 110.225                       | 27,85                         | —                             | 256.607            | 64,83              | 68                 | 26.422             | 6,67               | 2.585          | 0,65           | 11.883       | 2,91         | 407.722       | 88,25         | 462.015     | [ 21 ] [ 23 ] |
| Catamarca           | 8   | 12.153                        | 64,16                         | 8                             | 6.754              | 35,66              | —                  | 35                 | 0,18               | —              | —              | 854          | 4,31         | 19.796        | 67,84         | 29.182      | [ 21 ]        |
| Córdoba             | 34  | 97.764                        | 43,84                         | —                             | 121.816            | 54,62              | 34                 | 3.446              | 1,55               | —              | —              | 6.668        | 2,90         | 229.694       | 76,60         | 299.855     | [ 21 ] [ 24 ] |
| Corrientes          | 18  | 50.340                        | 64,42                         | 18                            | 27.749             | 35,51              | —                  | 52                 | 0,07               | —              | —              | 2.136        | 2,66         | 80.277        | 70,99         | 113.075     | [ 21 ] [ 25 ] |
| Entre Ríos          | 22  | 66.138                        | 51,39                         | 22                            | 60.348             | 46,89              | —                  | 2.214              | 1,72               | —              | —              | 6.153        | 4,56         | 134.853       | 80,40         | 167.738     | [ 21 ] [ 26 ] |
| Jujuy               | 8   | 14.182                        | 92,39                         | 8                             | 1.029              | 6,70               | —                  | 139                | 0,91               | —              | —              | 1.293        | 7,77         | 16.643        | 75,42         | 22.068      | [ 21 ]        |
| La Rioja            | 8   | 7.814                         | 47,50                         | —                             | 8.635              | 52,50              | 8                  | —                  | —                  | —              | —              | 259          | 1,55         | 16.708        | 73,09         | 22.861      | [ 21 ]        |
| Mendoza             | 16  | 36.254                        | 51,63                         | 16                            | 32.643             | 46,49              | —                  | 1.316              | 1,87               | —              | —              | 1.804        | 2,50         | 72.017        | 79,03         | 91.128      | [ 21 ] [ 27 ] |
| Salta               | 10  | 28.566                        | 89,47                         | 10                            | 3.363              | 10,53              | —                  | —                  | —                  | —              | —              | 1.039        | 3,15         | 32.968        | 62,35         | 52.872      | [ 21 ] [ 28 ] |
| San Juan            | 10  | 18.673                        | 55,90                         | 10                            | 11.347             | 33,97              | —                  | 1.116              | 3,34               | 2.270          | 6,80           | 2.062        | 5,81         | 35.468        | 77,84         | 45.567      | [ 21 ] [ 29 ] |
| San Luis            | 10  | 16.516                        | 56,57                         | 10                            | 12.584             | 43,10              | —                  | 97                 | 0,33               | —              | —              | 337          | 1,14         | 29.534        | 76,89         | 38.410      | [ 21 ]        |
| Santa Fe            | 42  | 167.867                       | 67,55                         | 42                            | 77.284             | 31,10              | —                  | 3.366              | 1,35               | —              | —              | 13.256       | 5,06         | 261.773       | 78,36         | 334.060     | [ 21 ]        |
| Santiago del Estero | 16  | 39.642                        | 57,51                         | 16                            | 28.367             | 41,15              | —                  | 925                | 1,34               | —              | —              | 1.390        | 1,98         | 70.324        | 67,63         | 103.978     | [ 21 ]        |
| Tucumán             | 18  | 37.048                        | 40,43                         | —                             | 50.666             | 55,29              | 18                 | 3.856              | 4,21               | 63             | 0,07           | 8.367        | 8,37         | 100.000       | 80,63         | 124.026     | [ 21 ] [ 30 ] |
| Total               | 376 | 1.097.660                     | 55,77                         | 248                           | 814.750            | 41,39              | 128                | 50.952             | 2,59               | 4.918          | 0,25           | 67.562       | 3,32         | 2.035.839     | 76,17         | 2.672.750   |               |

## Resultados del Colegio Electoral
Los colegios electorales se reunieron el 20 de octubre de 1937, en cada una de las capitales provinciales y en la Ciudad de Buenos Aires, proclamando ganadores a Roberto M. Ortiz y Ramón Castillo. El 25 de noviembre de 1937 la Asamblea Legislativa, la Cámara de Diputados y el Senado, dio la aprobación definitiva de las elecciones.
| Candidato a Presidente  | Partido            | Partido                               | Votos Electorales |
| ----------------------- | ------------------ | ------------------------------------- | ----------------- |
| Roberto Marcelino Ortiz |                    | Unión Cívica Radical Antipersonalista | 245               |
| Marcelo T. de Alvear    |                    | Unión Cívica Radical                  | 127               |
| Total de votos          | Total de votos     | Total de votos                        | 372               |
| No votaron              | No votaron         | No votaron                            | 4                 |
| Total de electores      | Total de electores | Total de electores                    | 376               |

| Candidato a Vicepresidente | Partido            | Partido                    | Votos Electorales |
| -------------------------- | ------------------ | -------------------------- | ----------------- |
| Ramón S. Castillo          |                    | Partido Demócrata Nacional | 245               |
| Enrique Mosca              |                    | Unión Cívica Radical       | 127               |
| Total de votos             | Total de votos     | Total de votos             | 372               |
| No votaron                 | No votaron         | No votaron                 | 4                 |
| Total de electores         | Total de electores | Total de electores         | 376               |

### Resultados por provincia
| Buenos Aires        | 88  |     |    | 88  |     |  |   |
| Capital Federal     |     | 68  |    | 68  |     |  |   |
| Catamarca           | 8   |     | 8  |     |     |  |   |
| Córdoba             |     | 33  |    | 33  | 1   |  |   |
| Corrientes          | 18  |     | 18 |     |     |  |   |
| Entre Ríos          | 21  |     | 21 |     | 1   |  |   |
| Jujuy               | 8   |     | 8  |     |     |  |   |
| La Rioja            |     | 8   |    | 8   |     |  |   |
| Mendoza             | 16  |     | 16 |     |     |  |   |
| Salta               | 10  |     | 10 |     |     |  |   |
| San Juan            | 10  |     | 10 |     |     |  |   |
| San Luis            | 10  |     | 10 |     |     |  |   |
| Santa Fe            | 40  |     | 40 |     | 2   |  |   |
| Santiago del Estero | 16  |     | 16 |     |     |  |   |
| Tucumán             |     | 18  |    | 18  |     |  |   |
| Total               | 245 | 127 |    | 245 | 127 |  | 4 |
| Fuentes:            |     |     |    |     |     |  |   |

## Galería

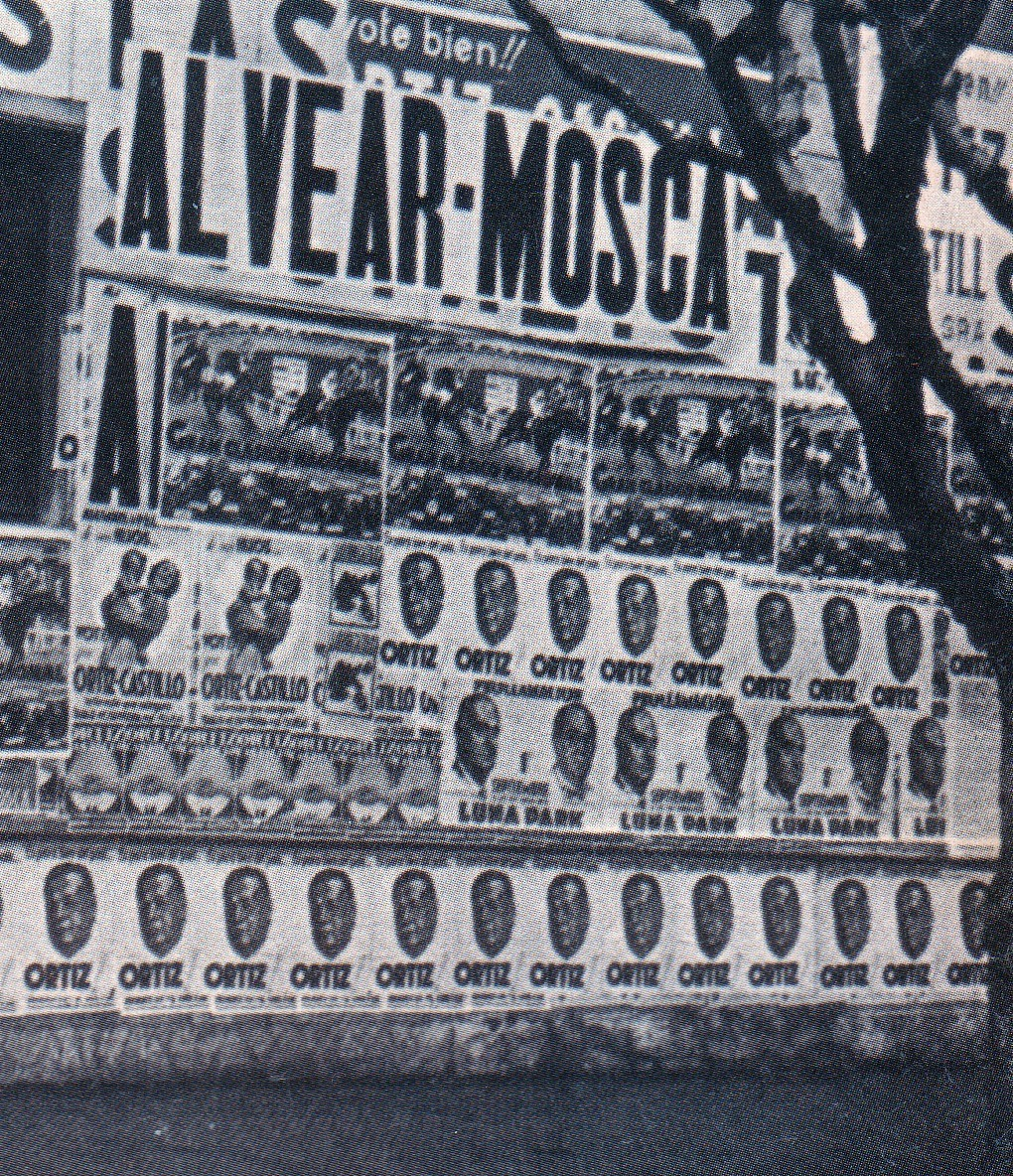
Publicidad callejera de la fórmula Alvear-Mosca.
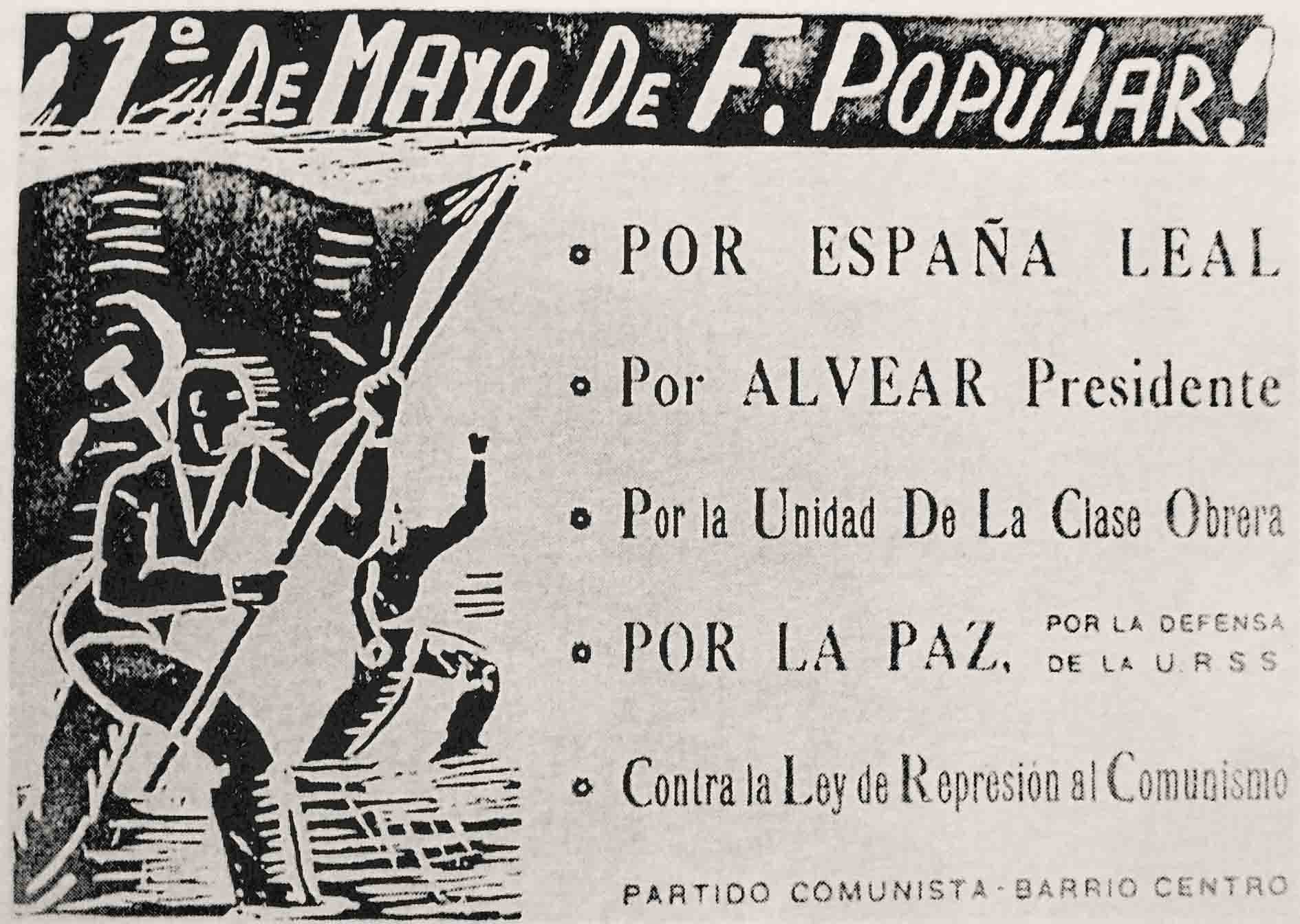
Cartel partidario del Partido Comunista.
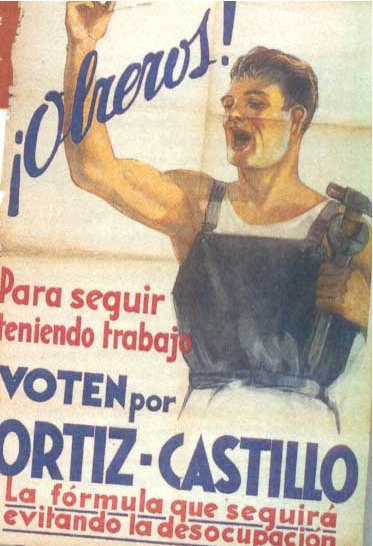
Póster electoral Ortiz-Castillo.